# Harry S. Mayhall
Harry Sanford Mayhall (Ralls County, 1882 – Fort Meade, 20 juli 1965) was een Amerikaans componist, muziekpedagoog en dirigent.

## Levensloop
Mayhall was musicus en acteur en ging met diverse reisgezelschappen op tournee door de Verenigde Staten. In 1927 vertrok hij naar Lakeland en werd muziekleraar en hoofd van de muziekafdeling aan de Lakeland High School in Lakeland (Florida). In deze functie bleef hij tot 1953. In 1929 richtte hij aan deze school een harmonieorkest op en maakte het in het loop der jaren tot een attractie van de stad. Van begin af aan dirigeerde hij de Lakeland High School Dreadnaught Band, verzorgde openbare optredens vanaf 1931, aanvankelijk tijdens de voetbalspelen. Met dit harmonieorkest richtte hij vanaf 1934 regelmatige zondagsconcerten in het City Auditorium op en beleefde ermee het muziekleven in zijn stad. In 1943 werd dit City Auditorium naar hem vernoemd (Harry S. Mayhall Auditorium). 
Verder was hij dirigent van school- en civiele harmonieorkesten in Bartow, Winter Haven en Fort Meade (Florida). In 1953 ging hij met pensioen.
Als componist schreef hij vooral liederen en werken voor harmonieorkest.

## Composities

### Werken voor harmonieorkest
- 1941 The Challenge of Democracy, mars
- 1942 Allegiance to Old Glory (March to The Stars and Stripes)
- 1942 Faith in America
- 1942 Fighting Spirit of Amerika
- 1944 March of the Bombardiers
- 1945 Sparks of Gold
- Dreadnaughts on Parade
- Overture to Florida
- Hail Dreadnaughts
- Salute to Quincy
- Soul of Venus, voor kornet (solo) en harmonieorkest
- Valse Petite
- Will O' The Wisp, voor kornet (solo) en harmonieorkest

### Vocale muziek
- 1942 The Song of the USA
- A Lullaby, lied
- A Song of Spring
- Love Has Filled My Heart, lied
- Love is a Bubble, lied
- The Lily and the Rose, lied
- Welcome Home, GI's, lied